# أبو حامد الغرناطي
 أبوعبدالله محمد بن عبد الرحيم المازني القليسي الغرناطي الأندلسي (بالإسبانية: Abu Hamid al-Gharnati)‏ (473 هـ 565 هـ، غرناطة - 1080 ـ 1170م، دمشق.) رحالة وكاتب من الأندلس، نشأ وتلقى تعليمه في مدينة أقليش حتى بلغ سن النضج وتلقي العلم على شيوخها، وعندما تجاوز الثلاثين من العمر تاقت نفسه إلى زيارة المشرق، اشتهر برحلاته التي بدأها سنة 508 هـ، 1114م برحلته إلى الإسكندرية في مصر ثم رجع إلى وطنه برحلة أخرى سنة 511 هـ، 1117م. وزار بغداد ومكث بها أربعة أعوام، وزار خراسان ووصل إلى بحر قزوين ومصب نهر الفولجا، وقام بثلاث رحلات إلى خوارزم، واشتهر بكتابه تحفة الألباب ونخبة الإعجاب. ويجمع هذا الكتاب بين الحقيقة والخيال. ولأبي حامد كتاب آخر هو المعْرِب عن بعض عجائب المغْرِب، وهناك كتب أخرى تنسب له لكنها ليست من تأليفه مثل: عجائب المخلوقات وتحفة الكبار في أسفار البحار، ولم يكن أبو حامد جغرافيا صرفًا أو عجائبيـًا خالصًا ولا رحالة فحسب، إنما هو ذلك كله.

## رحلاته
يعتقد بأن رحلته الأولى إلى مصر كانت بقصد الاطلاع والتزود بالمعارف الدينية. ثم عاد أبو حامد إلى الأندلس، ولكنه لم يقم فيها طويلا، إذ غادرها سنة 511هـ، ولم يعد إليها البتة، فكانت السنوات الاربع والخمسون الباقية من حياته ارتحالا مستمرا موصولا برحلته الأخيرة إلى جوار ربه. حرص الغرناطي في رحلته الثانية على ان يعود إلى مصر بطريق البحر، فمر بجزيرة سردينية، فصقلية، إلى ان وصل إلى الإسكندرية، ثم القاهرة، مما يدل على انه لم يقض وطره من مصر، فأقام بها زمنا لينتقل بعدها إلى بغداد، حيث مكث فيها اربع سنوات في رعاية الوزير يحيى بن هبيرة الذي عرف بحبه للعلم، ورعايته لأهله. دوّن الغرناطي كتابه«تحفة الألباب ونخبة الإعجاب» بالموصل سنة 557هـ

## اهتمام متأخر به
اثارت رحلة الغرناطي اهتمام المستشرقين منذ نهايات القرن الثامن عشر، في الوقت الذي لم تحظ فيه باهتمام يذكر من قبل الدارسين العرب والمسلمين في القديم والحديث. وتتمتع بأهمية خاصة روايته لما رآه بعينيه، واهتمامه بالابنية والمعالم المختلفة في المدن والأماكن التي زارها في أوروبا وآسيا. فقد قدم الغرناطي معطيات قيمة عن بعض بلدان أوروبا، فحكايته عن هنغاريا تلقي ضوءا على اصل المسلمين الهنغار وأوضاعهم، اما معلوماته عن حوض الفولغا الأوسط والادنى، وعن شعوب القوقاز فهي ذات أهمية كبرى، كما نالت اهتماما كبيرا قصته عن تجارة العظام المندثرة التي نشطت بين سكان الفولغا وخوارزم.
وقد أيّد هذا الرأي المستعرب الكبير كراتشكوفسكي في تاريخه للأدب الجغرافي العربي، وعزا ذلك إلى أن محيط اطلاع المؤلف لم يكن واسعاً، فهو لم يبرز من مصادره إلى جانب القرآن إلا عدداً ضئيلاً جدّاً من المؤلفات، أمَّا مادته الجغرافية ففقيرة للغاية ومضطربة، كما أن ميله للغرائب واضح ملموس حيث لا يمكن إنكاره. ولكن عرض الغرناطي في رأي كرامرز تميّز بالحيوية والتفنن، ويمكن بعد تمحيصه تمحيصاً دقيقاً استخراج نتائج طيّبة في مختلف النواحي.
المستشرق الألماني جورج جاكوب فقد رأى:
| أبو حامد الغرناطي | ان التحليل الدقيق لرواياته المنسوبة إلى محيط الأساطير قد يكشف في كثير منها عن أسس واقعية، وعن دقَّته الكبيرة في الملاحظة. | أبو حامد الغرناطي |

كما وصف المستعرب الروسي دورن التحفة بأنها عمل في غاية الأهميّة، وانه ليمكن«استخلاص حقائق جديدة وقيّمة من بين العجائب والغرائب التي ينطوي عليها الكتاب».
لكنّ الآراء السَّابقة تختلف مع ما رآه المستشرق الفرنسي سلفستر دي ساسي الذي عدَّ الكتاب غير ذي قيمة كبيرة، وهو في ذلك يتَّفق مع ما قاله فانيان: من أن تحفة أبي حامد ليست إلا«مجموعة من العجائب لا قيمة لها».
أما كراتشكوفسكي الخبير في الجغرافية العربية فقد رأى أنه لا يمكن تجاهل الغرناطي في تاريخ الأدب الجغرافي، فهو يورد أسماء رواته بدقّة، ويتحدَّث عن نفسه بضمير المتكلّم، ولهذا يمكن التفريق بسهولة بين مصادر مادّته. وكثير ممّا يورد على لسان الغير لا يمثّل في الواقع أهمية ما، وذلك لسهولة تصديقه للعجائب، واعتقاده فيها. كما يرى كراتشكوفسكي أن الغرناطي قدّم معطيات فيّمة عن بعض بلدان أوروبا، كذكره للألمان تحت اسم (نامس)، وحكايته عن هنغاريا التي تُلقي ضوءاً عن أصل المسلمين الهنغاريين ووضعهم، كما يرى أن وصفه لروما ينطبق على القسطنطينية لا رومة نفسها.

## مؤلفاته
- المعرب عن بعض عجائب المغرب
- تحفة الألباب ونخبة الإعجاب